# Påsk i Sverige
Påsk i Sverige firas sedan 1844 efter den gregorianska kalenderns regler. Fram till 1969 präglades långfredag av att de flesta affärer och offentliga nöjen hade stängt till minne av Jesu korsfästelse. Korsfästelsen av Jesus skedde under den judiska påsken, Pesach. I Norden firades under samma årstid vårblot, det råder dock osäkerhet om hur det påverkat det kristna påskfirandet. På senare tid har påsken blivit en familjehögtid där gammal folktro, fornnordiska traditioner och kristna traditioner blandas.

## Påskkärringar
Påskkärring, även påskakäring, påskkäring och påskakärring, är enligt gammal svensk folktro en häxa som enligt tradition flyger på kvast till Blåkulla på skärtorsdagen eller natten mellan dymmelonsdagen och skärtorsdagen för att sedan återvända på påskdagen.
Det är osäkert när påsktraditionen att barn klär ut sig till påskkärringar tog sin början i Sverige, men seden var spridd i västsvenska städer vid mitten av 1800-talet. Därför är de första påskkärringarna förmodligen från början av 1800-talet eller tidigare. I vissa delar av Sverige går barnen runt bland bostadshusen i kvarteret, ringer på, önskar glad påsk och överlämnar små tecknade påskkort eller påskbrev som de själva ritat. Som tack bjuds de vanligen på godis, småpengar eller någon annan liten gåva. I andra delar av Sverige, som till exempel Dalsland, kastar man påskbrev. Påskkärringarna smyger fram till vänner, grannar och släktingars hus och öppnar dörren skriker "Glad Påsk!" och kastar in ett påskbrev som innehåller godis och kanske en påskkaka. Sedan gäller det att snabbt springa iväg så att man inte blir fångad. Den som är hemma ska jaga påskkärringen. I Västsverige är påskafton den vanligaste dagen att kasta påskbrev eller gå påskkärring, medan det i övriga landet snarare är skärtorsdag.

## Påskris och fastlagsris

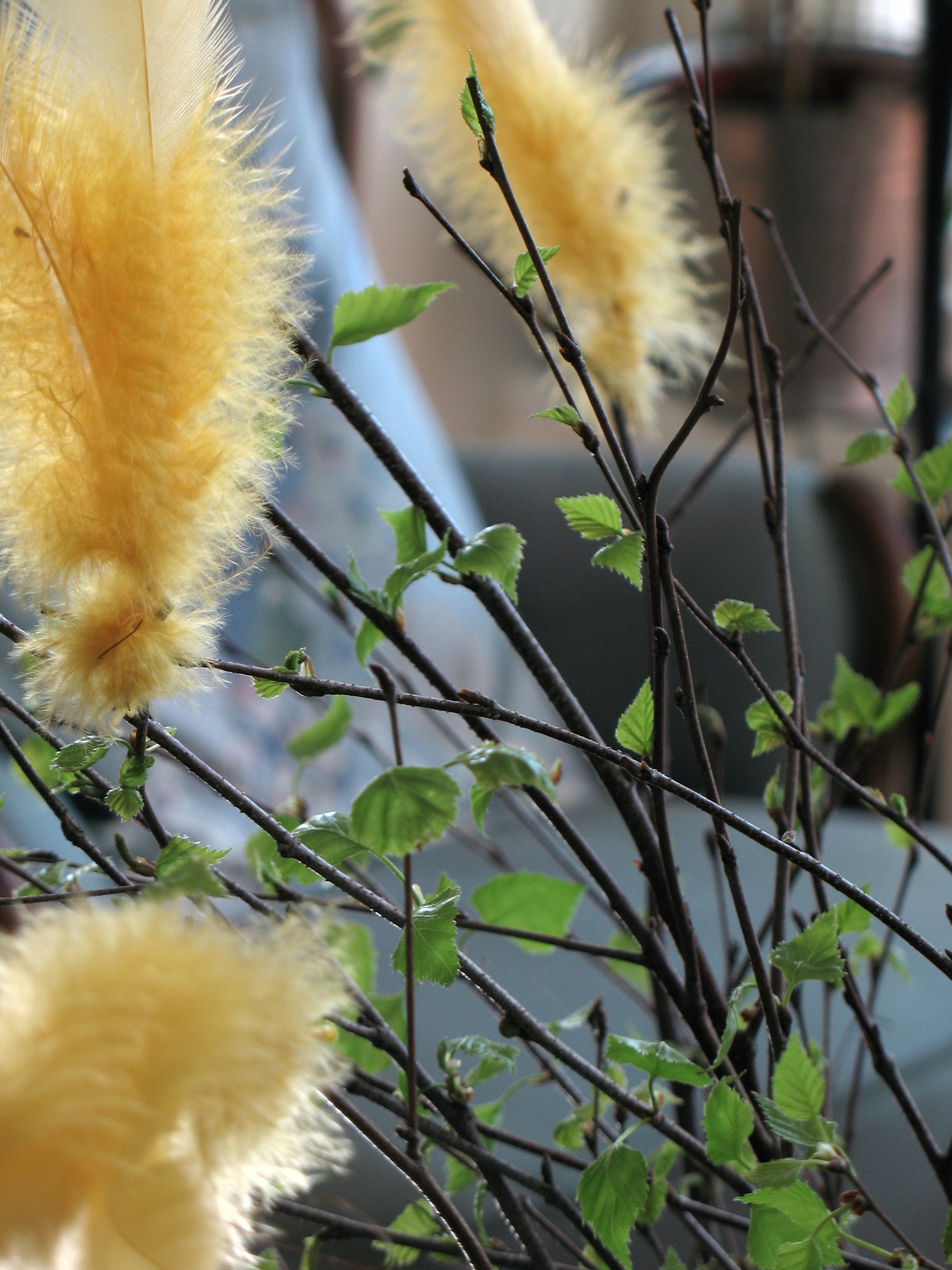
Påskris med påskfjädrar.

Påskris är kvistar, vanligen från björk, som ofta tas in i hemmen och pyntas till påsk, ungefär som en påskens motsvarighet till julgran. Påskriset kopplas till Jesu intåg i Jerusalem, och de palmblad som ströddes framför honom på marken. 
Fastlagsris är en föregångare till påskriset som brukades från 1600-talet. Det användes främst i lekar där man piskade varandra som en påminnelse om Jesu lidande. Ursprungligen var fastlagsriset inte dekorerat. 
Det var först under 1930-talet som det blev vanligt att pynta påskris i hela Sverige. Dekorationerna bestod av färgade fjädervippor, kulörta pappersblommor och kycklingar av bomull. Ibland är påskriset förpyntat när det säljs, men det går även att köpa pyntet löst eller tillverka det själv. I Sverige och Finland är det vanligt med färgade (påsk-)fjädrar i påskriset, men inte i många andra länder. Annat påskpynt som hängs i riset är exempelvis målade urblåsta hönsägg. Ibland dekoreras även ett helt träd eller en buske utomhus. Ett exempel på det är påskäggsträd, en tradition från Tyskland.

## Påskmat

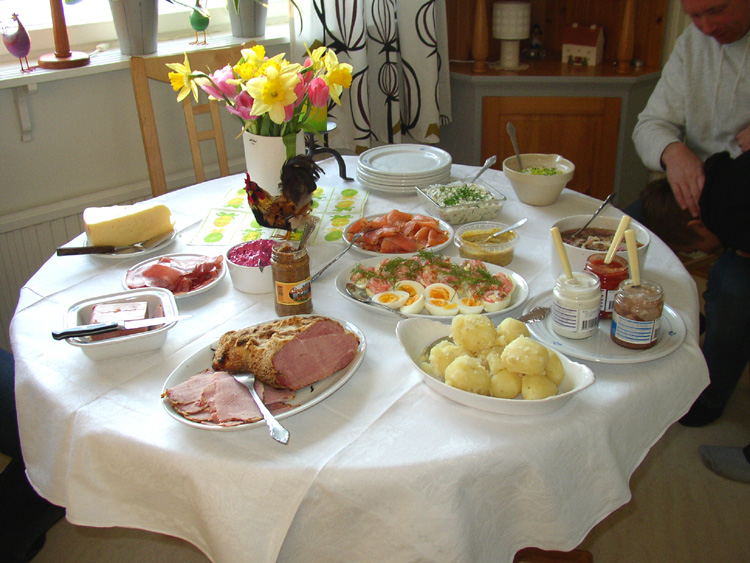
Ett påskbord med sill, lax, potatis, skinka etc.

I slutet av 1800-talet och början av 1900-talet blev påsken en allmän mathögtid i Sverige. Särskilt ägg brukar förknippas med påskmat. Ägg är dessutom en gammal symbol för liv. Genom det hårda skalet, en symbol för graven, bryter Kristi nya liv fram enligt kristendomen. Det är en förhållandevis ny påskmatstradition i Sverige eftersom höns brukade värpa dåligt så tidigt på året. Under 2000-talet är Sverige vanligtvis självförsörjande på ägg.
Fiskrätter som sill, böckling, Janssons frestelse och lax hör också till påskmaten i Sverige. Sill och lax är gammal fattigmansmat som kunde serveras även andra tider på året. Lammkött blev vanligt under 1900-talet och kommer från en gammal judisk tradition (andra Moseboken, kapitel tolv). Traditionen är kopplad till "påskalammet" som Jesus och lärjungarna var samlade för att äta på skärtorsdagens kväll. I början importerade Sverige allt lammkött till påsk eftersom det var för tidigt på året för lamning i Sverige.
Påskmat varierar annars mellan olika regioner och landskap i Sverige, vilket var särskilt vanligt under 1800-talet. Regional påskmat innehåller ofta ägg, lamm och laxrätter i olika tillagningar. 
Liknande julmat förekommer även under påsken, som kokt potatis, påskskinka, köttbullar, prinskorv och röror. Förr var det vanligare att äta skinka vid påsk än vid jul eftersom grisarna slaktades på hösten och finare delar, som just skinka, sparades till följande vår eller sommar. Rätter från det klassiska brännvinsbordet (sill, knäckebröd, ost och brännvin) brukar också ingå. Påskmust är en förekommande påskdryck i Sverige. I jämförelse med julmaten är påskmaten ofta något "lättare" med högre andel fiskrätter och grönsaker. Påskmaten kompletteras ofta med godisfyllda påskägg och marsipan.
Påsken firas främst under påskafton i Sverige, men påskmat kan förekomma under hela påskhelgen.

## Påskgodis

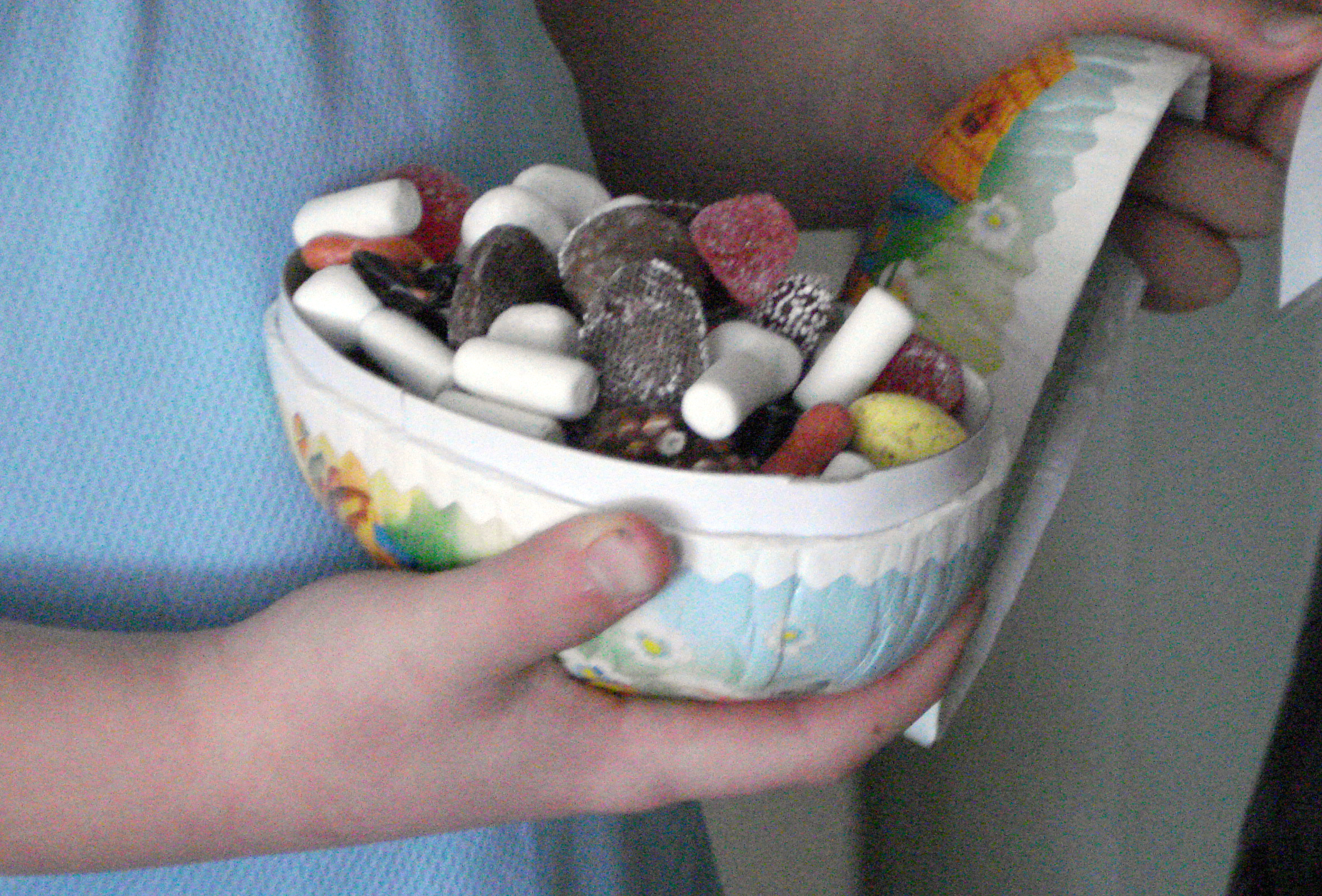
Ett påskägg fyllt med godis.

Det säljs mycket godis i Sverige kring påsk, en del av det hamnar i påskägg av papp eller plast och en del lämnas till påskkärringarna. Svenskarna beräknades påsken 2010 äta 6 000 ton godis.

## Påskbrasa

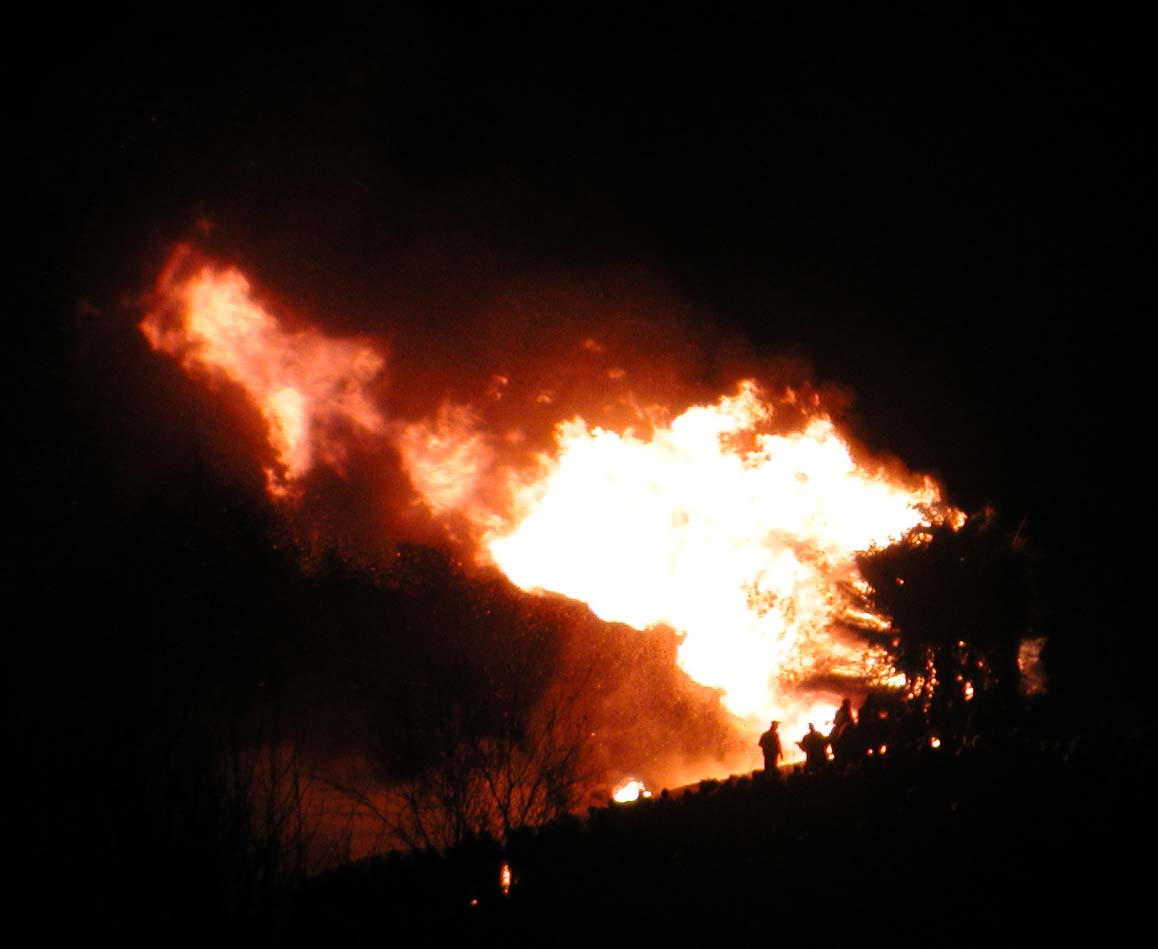
En påskbrasa.

Påskbrasa, även påskeld eller påskfyr, är en regionalt förekommande utomhusbrasa som vanligen tänds på påskaftonskvällen, främst i Västsverige. 
Påskeldarna är kända i Sverige sedan åtminstone andra hälften av 1700-talet (det tidigaste belägget är från 1768 i Västergötland)  och har kommit till Sverige från Holland via holländska köpmän till Göteborg. Därifrån tros seden att tända eldar spridits över västra Sverige.
Vid mitten av 1800-talet tändes påskeldar i Halland, norra Skåne, västra Småland, Bohuslän, Västergötland, delar av Närke, Dalsland samt södra Värmland. Utanför detta område tändes påskeldar endast sporadiskt, till exempel i Lindesberg och Nora i Västmanland. Troligtvis har de kommit till dessa orter med inflyttad befolkning.
Att man tände påskeldar förr i tiden hänger inte samman med boskapsskötseln, såsom är fallet med valborgsmässoeldarna. Istället har den vanligaste motiveringen till påskeldarna varit att man velat skrämma bort påskkärringar som var på väg från eller till Blåkulla.

## Påsklov
Påsklov kallas skollov vid påsk i länder med kristna traditioner. Påsklovet i Sverige brukar omfatta en vecka, antingen veckan innan påsk (stilla veckan) eller själva påskveckan, och varierar beroende på var man studerar i Sverige. Långfredagen och annandag påsk är helgdagar (röda dagar).

## Dagar i Stilla veckan
- Blåmåndagen (avser egentligen måndagen före fettisdagen)
- Vita tisdagen (avser även fettisdagen)
- Dymmelonsdag
- Skärtorsdagen
- Långfredagen
- Påskafton

## Dagar i påskveckan
- Påskdagen
- Påsknatten
- Annandag påsk